# Cianciul·liïta
La cianciul·liïta és un mineral de la classe dels òxids. Rep el nom en honor del senyor John Cianciulli (Nova Jersey, EUA, 18 de gener de 1949 - Wantage, comtat de Sussex, Nova Jersey, 13 de gener de 2005). Va ser el segon comissari del Franklin Mineral Museum, col·leccionista de minerals i antic tresorer de la Franklin-Ogdensburg Mineralogical Society.

## Característiques
La cianciul·liïta és un òxid de fórmula química Mg₂Mn2+Zn₂(OH)10·2-4H₂O. Cristal·litza en el sistema monoclínic. La seva duresa a l'escala de Mohs es troba entre 1 i 2.
Segons la classificació de Nickel-Strunz, la cianciul·liïta pertany a «04.FL: Hidròxids (sense V o U), amb H2O+-(OH); làmines d'octaedres que comparetixen angles» juntament amb els següents minerals: trebeurdenita, woodallita, iowaïta, jamborita, meixnerita, fougerita, hidrocalumita, kuzelita, aurorita, calcofanita, ernienickelita, jianshuiïta, woodruffita, asbolana, buserita, rancieïta, takanelita, birnessita, jensenita, leisingita, akdalaïta, cafetita, mourita i deloryita.

## Formació i jaciments
Va ser descoberta a la mina Franklin, situada a la localitat homònima dins el districte miner de Franklin, al comtat de Sussex (Nova Jersey, Estats Units). Es tracta de l'únic indret de tot el planeta on ha estat descrita aquesta espècie mineral.